# Malmberget västra
Malmberget västra – miejscowość (tätort) w Szwecji, w regionie administracyjnym (län) Norrbotten, w gminie Gällivare.
Według danych Szwedzkiego Urzędu Statystycznego liczba ludności wyniosła: 1757 (31 grudnia 2015), 1570 (31 grudnia 2018) i 1065 (31 grudnia 2019).